# Forum Hanau

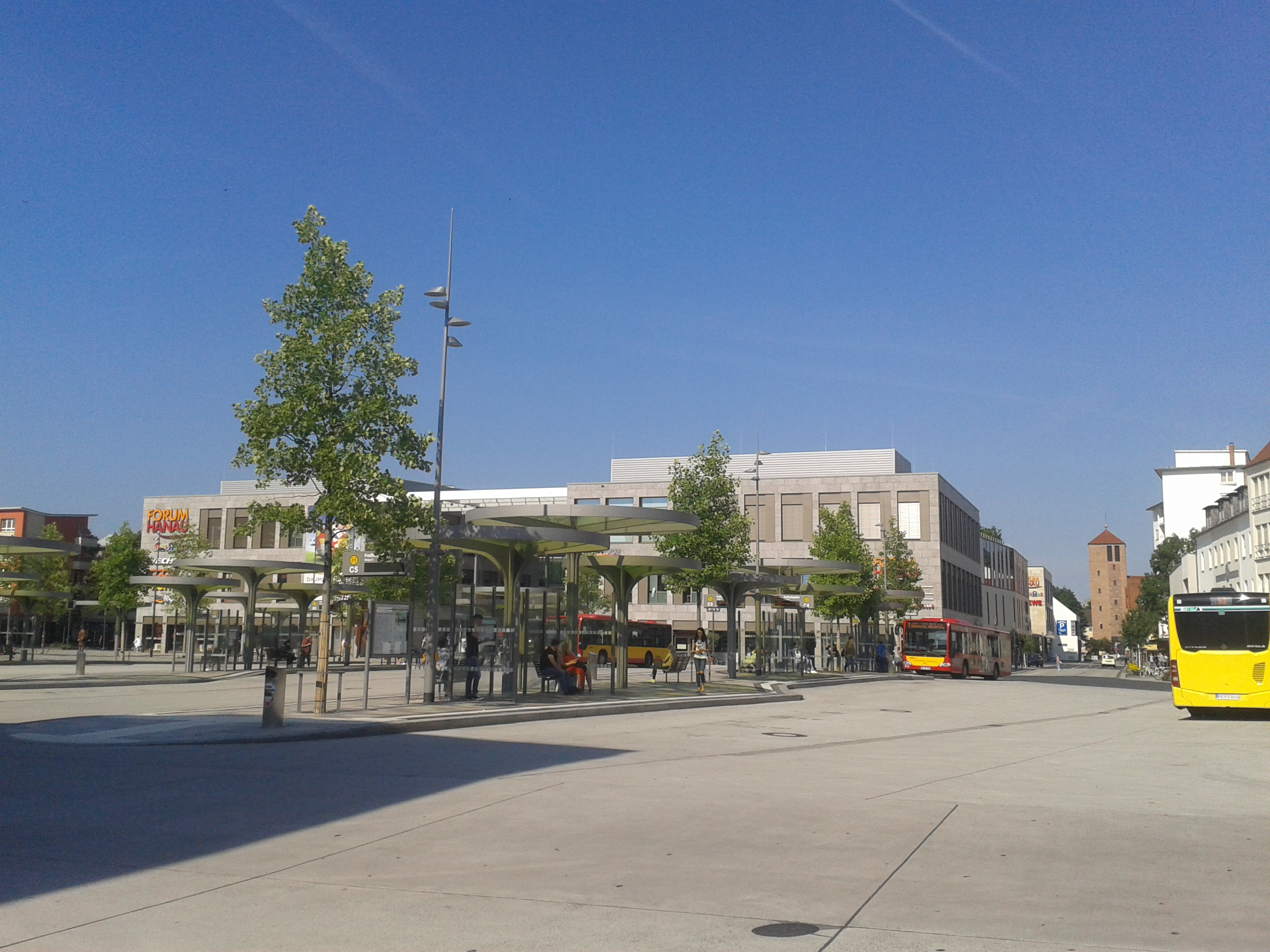
Forum Hanau, davor der neugestaltete Busbahnhof

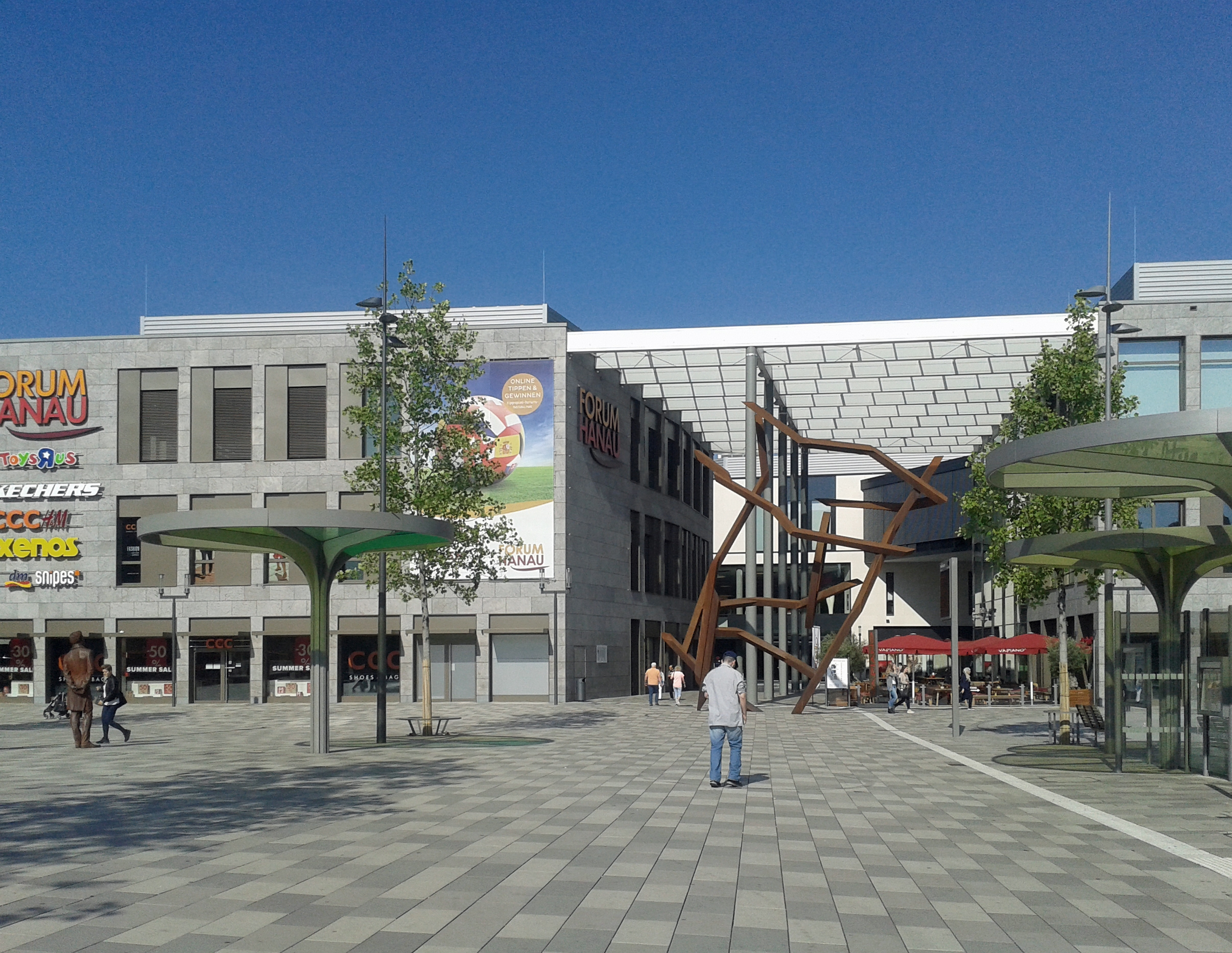
Eingangsbereich mit Skulptur zu Ehren von Moritz Daniel Oppenheim

Das Forum Hanau ist ein Einkaufszentrum der Lübecker Investorgruppe HBB in Hanau. Mit einer Ladenverkaufsfläche von 22.500 m² zählt das Forum zu den größten Einkaufszentren der Region und tritt in Konkurrenz zum vormals im östlichen Rhein-Main-Gebiet dominierenden Hessen-Center im Frankfurter Stadtteil Bergen-Enkheim.

## Geschichte
Das Forum Hanau ist Teil eines größeren Projekts zum Umbau und Umgestaltung der Hanauer Innenstadt, das auch unter dem Titel Hanau baut um vermarktet wird. Neben dem Forum gehörten bzw. gehören folgende Infrastrukturmaßnahmen zum Projekt:
- Umbau des Marktplatzes mit Neuasphaltierung der Straßendecke und Bau einiger Gebäude mit Glasfassade für Gastronomie
- Neuplanung der städtischen Buslinien mit dem Ziel der Verringerung der Anzahl der Busse, die durch die Fußgängerzone fahren
- Schließung des alten innerstädtischen Kinos und Neubau eines Kinopolis-Kinos in Innenstadtrandlage auf dem Gelände der ehemaligen Sonderschule Pedro-Jung-Schule in direkter Konkurrenz zum Multiplex-Kino im nahen Nidderau
- Neubau des Nahversorgungszentrums Postcarré auf dem Gelände eines ehemaligen Schlachthofs und Umgestaltung des nahen Westbahnhofs
- mittelfristig Umgestaltung des Areals rund um die Wallonisch-Niederländische Kirche zu einem Park unter Wegfall der dortigen Parkplätze
- langfristig Renovierung des Wohnungsbestandes in der Innenstadt, das heute hauptsächlich aus Sozialwohnungen der 1950er Jahre besteht und langfristig durch Luxus-Appartements ersetzt werden soll.

Das Forum selbst ist Teil der Umgestaltung des Freiheitsplatzes, das nach dem Zweiten Weltkrieg lange Zeit provisorisch benutzt wurde: die rechte Hälfte diente als zentraler Busbahnhof für die städtischen und regionalen Buslinien, die linke Hälfte diente als Parkplatz. Dieser Zustand galt als unbefriedigend und sollte schon lange gelöst werden.
Eine Gelegenheit ergab sich schließlich durch die Schließung der Karstadt-Filiale westlich des Freiheitsplatzes im Jahr 2010. Die darauffolgende Ausschreibung für die Umgestaltung gewann die Lübecker Investorgruppe HBB. Das neue Einkaufszentrum, was später den Namen "Forum Hanau" erhielt, sollte sich über die westliche Hälfte des Freiheitsplatzes und das Gelände des ehemaligen Karstadt-Kaufhauses erstrecken und dabei den Parkplatz ersetzen. Die östliche Hälfte sollte als Busbahnhof erhalten bleiben, aber wesentlich kompakter und moderner gebaut werden.
Der Umbau war umstritten, weil hierfür zahlreiche Bäume gefällt werden mussten, die als Naturdenkmal unter Denkmalschutz standen. Auch das denkmalgeschützte Wartehäuschen in der Mitte des Busbahnhofs fiel den Umbaumaßnahmen zum Opfer.
Nach dreijähriger Bauzeit konnte das Forum Hanau am 10. September 2015 eröffnet werden.

## Entwicklung
Das Forum Hanau beherbergt auf drei Stockwerken über 90 Geschäfte, darunter zahlreiche große Ketten wie Rewe, H&M und TK maxx.
Die Stadtbibliothek Hanau ist mit der Eröffnung aus dem alten Kanzleibau am Schloßplatz in das Forum Hanau umgezogen. Ebenso befinden sich hier das Stadtarchiv und weitere historische Einrichtungen.

## Anbindung
Das Forum Hanau befindet sich in unmittelbarer Nähe zum zentralen Busbahnhof von Hanau und ist damit mit dem öffentlichen Nahverkehr aus allen Richtungen erreichbar.
Es gibt ein Parkhaus direkt unter dem Forum Hanau. Zudem sind zahlreiche weitere Parkhäuser in fußläufiger Umgebung zu finden. Die Gebühren entsprechen der zentralen Innenstadtlage.
Ebenfalls möglich ist die Anfahrt mit dem Fahrrad. Zwar wurden die zahlreichen Fahrradparkplätze am Freiheitsplatz im Zuge des Umbaus abgerissen, es gibt jedoch eine Anzahl an Fahrradständern an allen Eingängen und in den Seitenstraßen rund um das Forum.